# Harrimanella stelleriana
Harrimanella stelleriana är en ljungväxtart som först beskrevs av Pall., och fick sitt nu gällande namn av Frederick Vernon Coville. Harrimanella stelleriana ingår i släktet mossljungssläktet, och familjen ljungväxter. Inga underarter finns listade i Catalogue of Life.